# Val Pescara

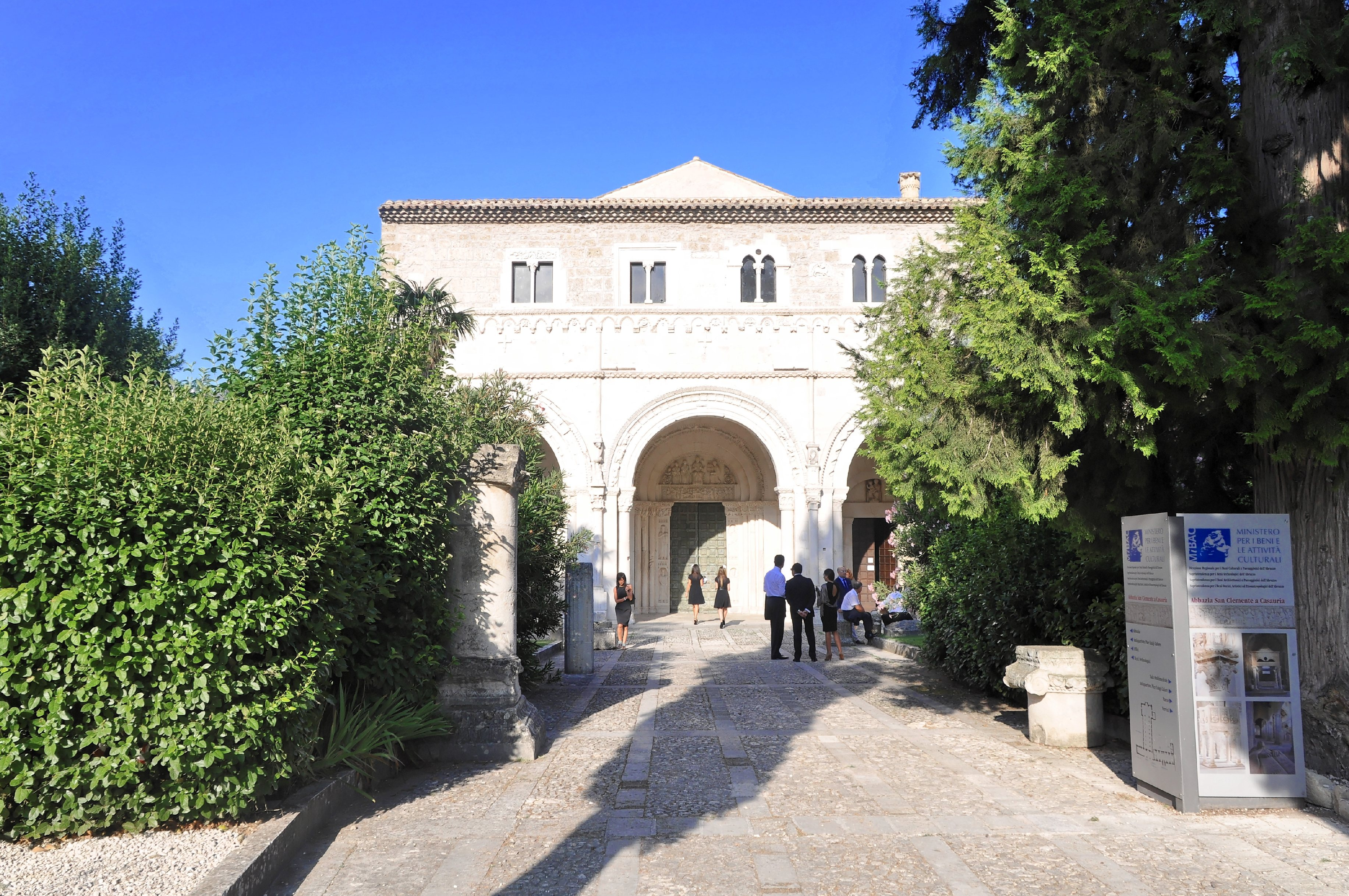
L'abbazia di San Clemente a Casauria

La Val Pescara è una valle situata nella zona centrale dell'Abruzzo dove sorgono i capoluoghi di Pescara e Chieti; la valle divide perpendicolarmente la fascia collinare che separa il Mare Adriatico dall'Appennino centrale, e prende il nome dal fiume Pescara che la attraversa in tutta la sua lunghezza. Estendendosi dalle gole di Popoli sull'appennino sino alla città di Pescara sulla costa, è la valle più popolata della regione con 250 743 abitanti nei comuni che ne fanno parte; la presenza di numerose infrastrutture e vie di comunicazione sul territorio, in particolare nella zona costiera della valle al centro dell'area metropolitana pescarese, rendono la Val Pescara centrale nel sistema dei trasporti regionale e una delle aree maggiormente urbanizzate d'Abruzzo.

## Geografia fisica

### Ambiente
In prossimità delle sorgenti del fiume Pescara, attraversando le strette gole di Popoli, la valle divide il parco nazionale della Maiella dal parco nazionale del Gran Sasso e Monti della Laga. Sul territorio insistono inoltre diverse aree protette statali, regionali e provinciali:
- Riserva naturale Pineta di Santa Filomena
- Riserva naturale di interesse provinciale Pineta Dannunziana
- Parco territoriale attrezzato Sorgenti solfuree del Lavino
- Riserva regionale Valle dell'Orta
- Oasi del Lago di Alanno - Piano d'Orta
- Riserva naturale guidata Sorgenti del Fiume Pescara

## Storia
Il territorio fu abitato sin dall'era della Preistoria, come testimoniato dai rinvenimenti della Grotta dei Piccioni di Bolognano, riferibili al V millennio a.C.. Nel periodo italico la valle fu colonizzata da diversi popoli osco-umbri, in particolare dai Vestini, i Marrucini e i Peligni, in seguito assorbiti nella Repubblica romana. La navigabilità del fiume favorì i traffici commerciali fino all'inizio del XX secolo, interrotti solo dalla costruzione di moderne infrastrutture viarie e di centrali idroelettriche sul fiume Pescara.
Le città principali in età classica, Teate, Aternum e Interpromium, furono largamente devastate dalle invasioni barbariche, dalla Guerra gotica e dall'invasione longobarda, e solamente nel 872 con la costruzione dell'abbazia di San Clemente a Casauria il territorio conobbe un primo periodo di riorganizzazione urbana e sociale. La centralità della valle, in comunicazione sia con Napoli tramite la via degli Abruzzi che con Roma attraverso la via Tiburtina Valeria, continuava a favorire i traffici commerciali del porto pescarese. La costruzione della grande fortezza di Pescara nel XVI secolo, oltre a rappresentare un baluardo difensivo del settore settentrionale del Regno di Napoli, cementava il ruolo di confine che la Val Pescara ebbe a partire dall'invasione normanna dell'Abruzzo, separando l'Abruzzo Citra dall'Abruzzo Ultra fino all'istituzione della provincia di Pescara nel 1927.

## Geografia antropica

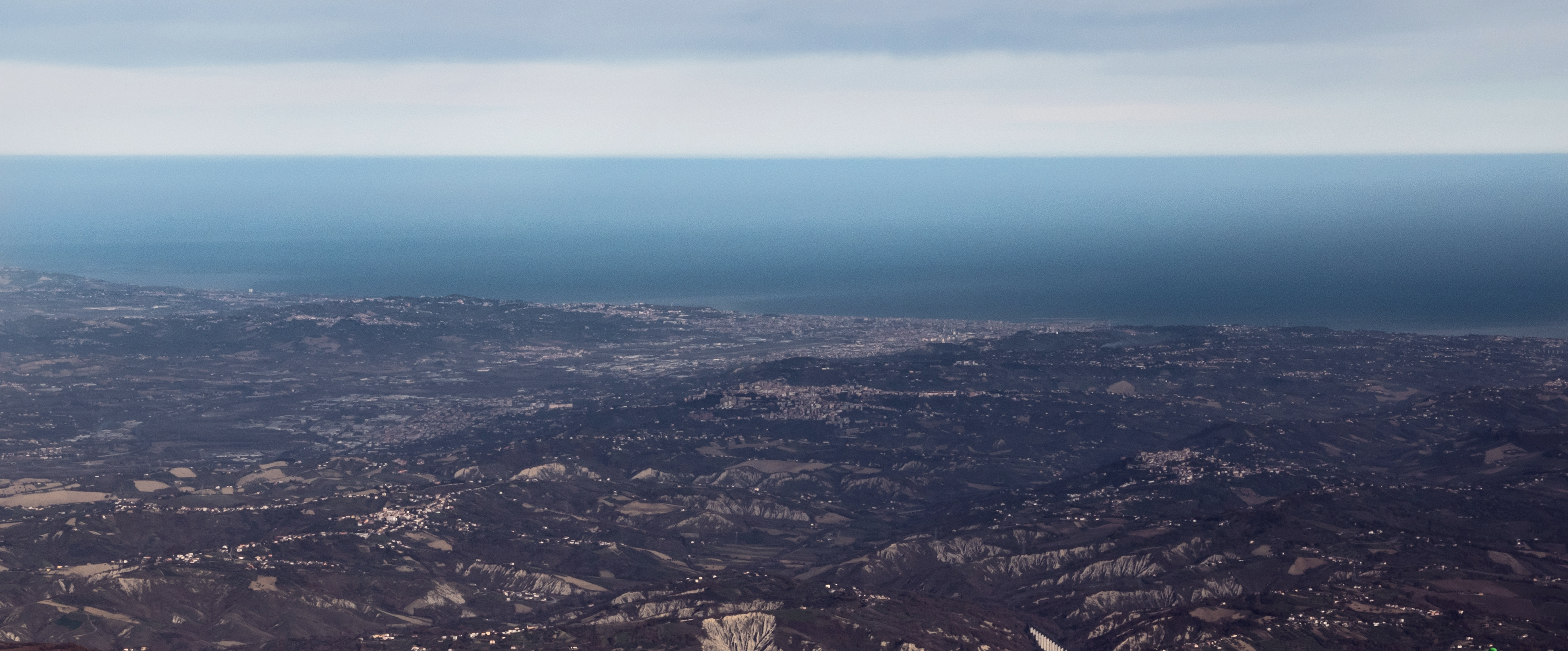
Il terminale della valle con Chieti e Pescara visto dalla Cima Mammarosa sulla Maiella

Dei diciassette comuni il cui territorio insiste sulla valle, sei facevano parte delle comunità montane della Maiella e del Morrone e Vestina fino alla loro abolizione del 2013. I centri principali, tutti facenti parte dell'area metropolitana pescarese nella parte costiera della valle, sono Pescara, Chieti, San Giovanni Teatino, Spoltore e Cepagatti, che totalizzano circa l'85% della popolazione a luglio 2019.

### Economia
Sul territorio operano circa 22.000 imprese che danno occupazione a 45.000 addetti. Le principali attività industriali sono la fabbricazione di macchinari meccanici, l'industria tessile, l'industria alimentare, la lavorazione di metalli e la fabbricazione di macchinari elettronici e ottici. Nella parte terminale della valle è presente dagli anni 1960 una consistente area industriale, che ha contribuito a saldare i legami tra le città di Chieti e Pescara, mentre nella città adriatica, dove è presente uno dei maggiori porti turistici del mare Adriatico, il Marina di Pescara, sono molto sviluppate attività di tipo terziario e turistico.

### Infrastrutture e trasporti
La parte terminale della valle è un centro nevralgico delle vie di comunicazione del medio adriatico ed è servita dal porto di Pescara, l'aeroporto di Pescara, le ferrovie Adriatica e Roma-Pescara e le relative stazioni pescaresi di Pescara Centrale, Pescara Porta Nuova, Pescara Tribunale e Pescara San Marco e teatine di Madonna delle Piane e Chieti. L'area è servita anche dagli svincoli delle autostrade A25 e A14, dal raccordo autostradale Asse attrezzato, dalla tangenziale di Pescara e dalle strade statali SS 5, SS16 e SS 81. Nel territorio è anche presente l'interporto d'Abruzzo a Manoppello Scalo.

### Centrali elettriche
Il fiume Pescara viene sfruttato per la produzione di energia idroelettrica dall'inizio del XX secolo, con quattro centrali in esercizio di cui la più antica risalente al 1912, e dal 1992 nel territorio di Tocco da Casauria è attivo il parco eolico di Tocco da Casauria con una potenza complessiva di 3,2 MW, portata a 4 MW nel 2018 con l'installazione di un nuovo aerogeneratore.

## Monumenti e luoghi d'interesse

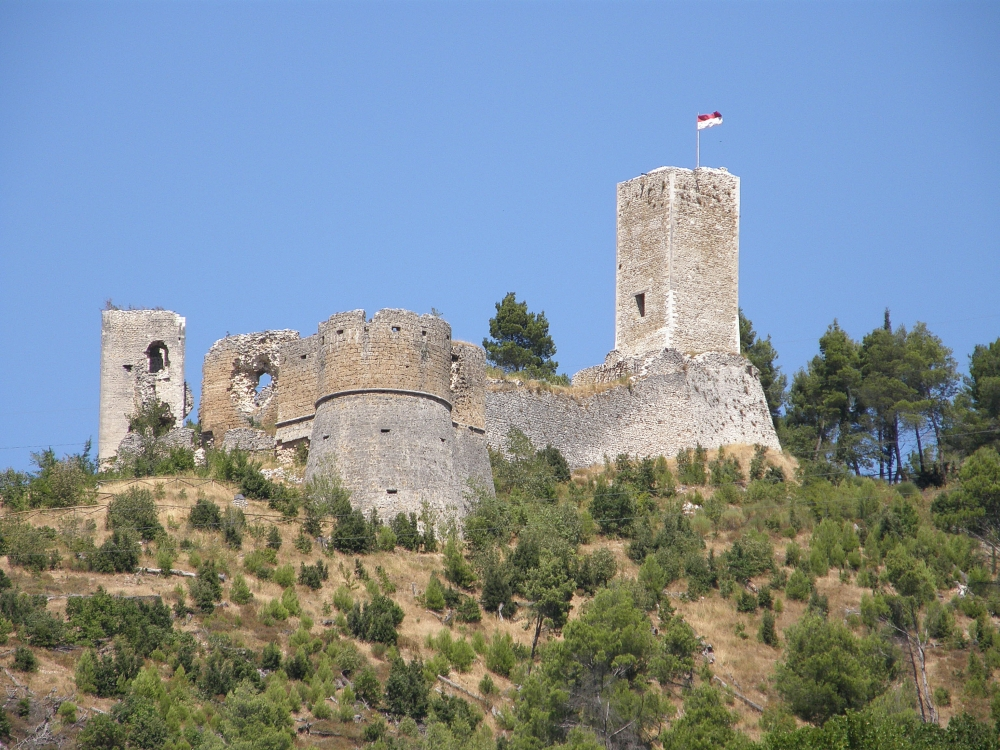
Castello Cantelmo di Popoli Terme, alle porte della Val Pescara

Le principali attestazioni storiche della valle sono rappresentate dalle antiche abbazie di Santa Maria Arabona e di San Clemente a Casauria, principali centri del potere e di diffusione della cultura nel Pieno Medioevo, e dai coevi Castello ducale Cantelmo di Popoli Terme, Castello Caracciolo di Tocco da Casauria e Palazzo De Felice di Rosciano. I resti dell'anfiteatro, terme, teatro e diversi templi romani a Chieti attestano l'ampio sviluppo urbano che conobbe l'allora municipium, e gran parte dei rinvenimenti archeologici di quell'epoca sono conservati nel museo archeologico La Civitella e nel museo archeologico nazionale d'Abruzzo. Diversi rinvenimenti della città romana di Aternum sono emersi a Pescara, tra cui resti di un mosaico del II secolo nell'area golenale e sepolture relative alla necropoli cittadina nell'area del campo Rampigna, e molti reperti sono conservati, insieme ad altri reperti storici abruzzesi, nel Museo delle genti d'Abruzzo.
Molti centri della Val Pescara si sono originati storicamente sulle colline circostanti, per poi svilupparsi sulla pianura solamente a partire dalla fine del XIX secolo in seguito alla costruzione delle infrastrutture stradali e ferroviarie che attraversando la valle collegano Roma e Pescara. Questo fenomeno ha comportato una discreta conservazione dei centri storici originari, come nei casi di Spoltore, Cepagatti e Manoppello, che ospitano numerose chiese e attestazioni storiche tra cui l'oratorio di Santa Maria delle Grazie e il santuario del Volto Santo.